# Bernard Delfendahl
 (décembre 2022).
Si vous disposez d'ouvrages ou d'articles de référence ou si vous connaissez des sites web de qualité traitant du thème abordé ici, merci de compléter l'article en donnant les références utiles à sa vérifiabilité et en les liant à la section « Notes et références ».
Bernard Delfendahl, né le 24 juillet 1928 à Sydney et mort le 26 décembre 2022 à Vaison-la-Romaine, est un anthropologue français.

## Biographie
À la fin des années 1970, à l'université Paris 7 (UER anthropologie, ethnologie, sciences des religions), Bernard Delfendahl avait intitulé son enseignement « Fais-moi un baiser ». Les autorités universitaires se sont inquiétées du comportement de cet enseignant peu conventionnel qui, pour mettre en valeur l'importance de l'empathie dans l'enquête ethnographique, préconisait de « se mettre dans la peau de l'autre ». 
Australien, ancien moine[réf. nécessaire], ayant pratiqué l'ethnologie en Inde, Bernard Delfendahl avait été accueilli par Robert Jaulin, dans l'UER que celui-ci avait créée, en rupture avec l'establishment des ethnologues structuralistes et marxistes.
Bernard Delfendahl est l'auteur de Le Clair et l'Obscur, ouvrage sur Claude Lévi-Strauss et Louis Dumont, aux éditions Anthropos, en 1973.
En fin de carrière, il s'est établi à La Roque-sur-Pernes (Vaucluse).

### Vie privée
Il a épousé Anne-Marie Roumain de La Touche avec qui il a trois enfants, dont Saraï Delfendahl, née le 11 mai 1961, artiste. Sa deuxième fille et dernier enfant, artiste, se prénomme Devayani.

## Travaux publiés

### Livres
- Les Dieux dans les champs d'un village du Maharashtra : essai d'ethnographie religieuse, EPHE, 1968. Thèse de 3e cycle en ethnologie ; rééditée en 1973 sous forme de microfiches par l'Institut d'ethnologie de Paris dans sa collection « Archives et documents »
- Le Clair et l'obscur : critique de l'anthropologie savante, défense de l'anthropologie amateur, éditions Anthropos, Paris, 1973

### Articles
- « La multiplication des dieux. Enquête à Kunje », Annales. Économies, sociétés, civilisations, Paris, 1970, vol. 25, n° 6
- « Parenté, fonction et territoires dans les cultes champêtres d'un village de l'Inde », revue L'Homme, 1971, vol. 11, n° 1
- « On anthropologists, missionaries, and indigeneous peoples », in Current anthropology: a world journal of the sciences of man, Chicago, 1982, 23/3